# Якоб Ґрімм
Я́коб Лю́двиг Карл Ґрімм (нім. Jacob Ludwig Karl Grimm; 4 січня 1785, Ганау — 20 вересня 1863, Берлін) — німецький філолог, брат Вільгельма Ґрімма.

## Біографія
Представник, як і брат, гейдельберзьких романтиків (гурток в Гайдельберзі в 1805—1809 роках), що ставили за мету відродження громадського і наукового інтересу до народної культури (фольклору).
Опубліковані братами Грімм книги з історії та граматики німецької мови, на тлі численних діалектів останньої, стали стимулом до оформлення германістики та лінгвістики в самостійну наукову дисципліну.
Основоположник міфологічної школи у фольклористиці (книга «Німецька міфологія», 1875).
Разом з братом склав знамениту збірку німецьких казок. Головна праця життя братів Грімм — «Німецький словник» (нім. Deutsches Wörterbuch); всупереч назві, це фактично порівняльно-історичний словник всіх германських мов. Автори встигли довести його тільки до букви «F», завершений він був лише в 1970-ті роки.
Був членом Геттінгенської академії наук.
Помер Якоб Грімм від інсульту 20 вересня 1863 року.